# Cappella della Madonna del Carmine (Milano)

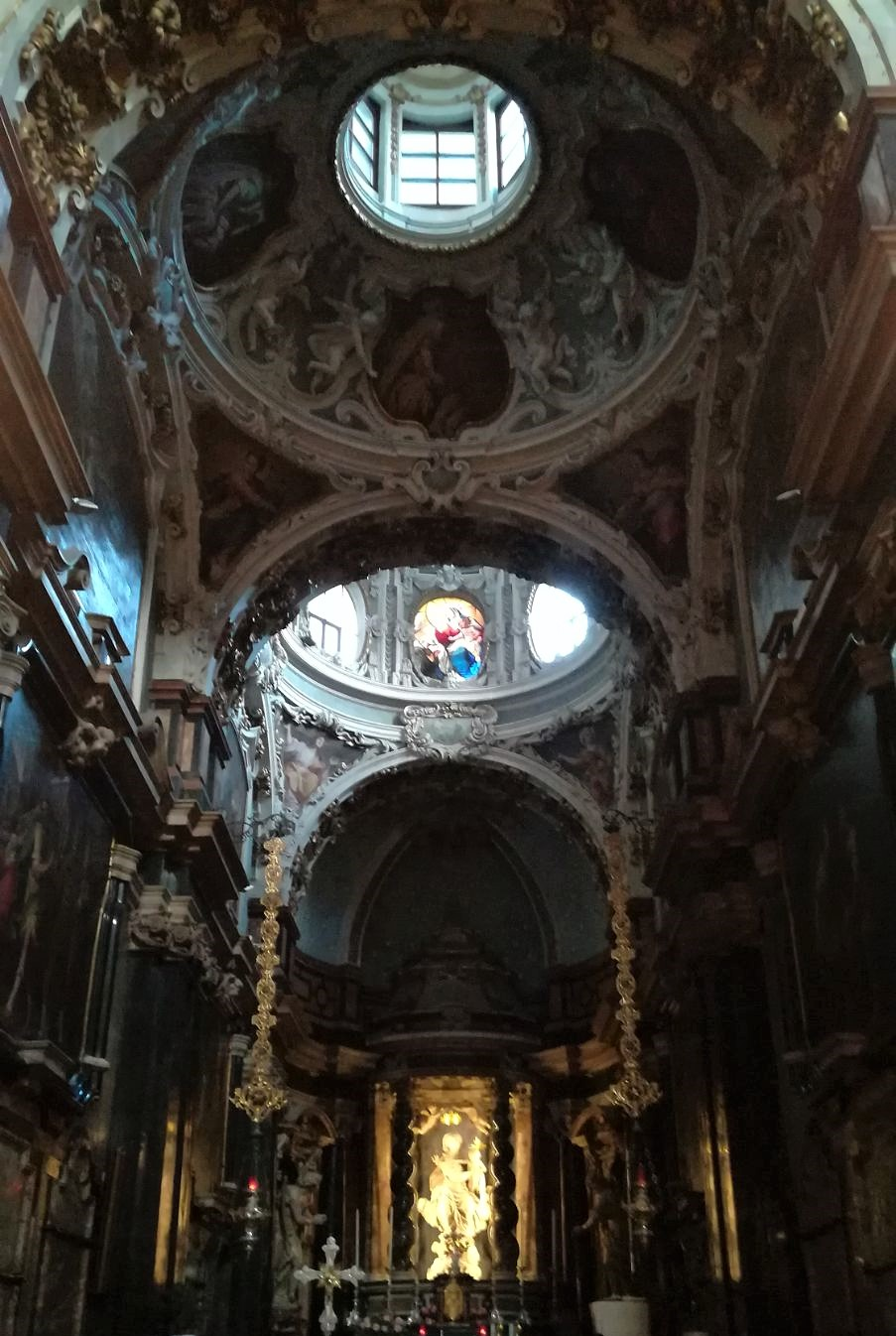
Vista d'insieme della cappella

La cappella della Madonna del Carmine è una cappella situata nella chiesa di Santa Maria del Carmine di Milano.

## Storia e descrizione
La cappella, situata sulla destra del presbiterio, ha origini antiche: probabilmente fondata con la costruzione della chiesa, fino al 1588 la cappella era conosciuta come cappella di Santa Apollonia, per poi mutare col completo rifacimento in epoca barocca al nome attuale. La cappella è composta di due ambienti a pianta quadrata, il secondo aggiunto nel 1730, sormontati da una cupola ed entrambi riccamente ornati con stucchi, marmi policromi e statue in stile barocco. Il disegno del primo ambiente viene attribuito a Gerolamo Quadrio, che lo completò nel 1674: chiamato "coretto dei fedeli", è decorato con quattro tele di Camillo Procaccini di Storie bibliche e Profeti e Sibille nei pennacchi e nella cupola. Il secondo ambiente è decorato con tele di Storie della Vergine sempre del Procaccini, mentre i pennacchi della cupola e la cupola raffigurante l'Assunzione di Stefano Legnani. Nel nicchione sul fondo della cappella vi è l'altare con la statua della Vergine racchiusa tra colonne tortili in marmo nero.

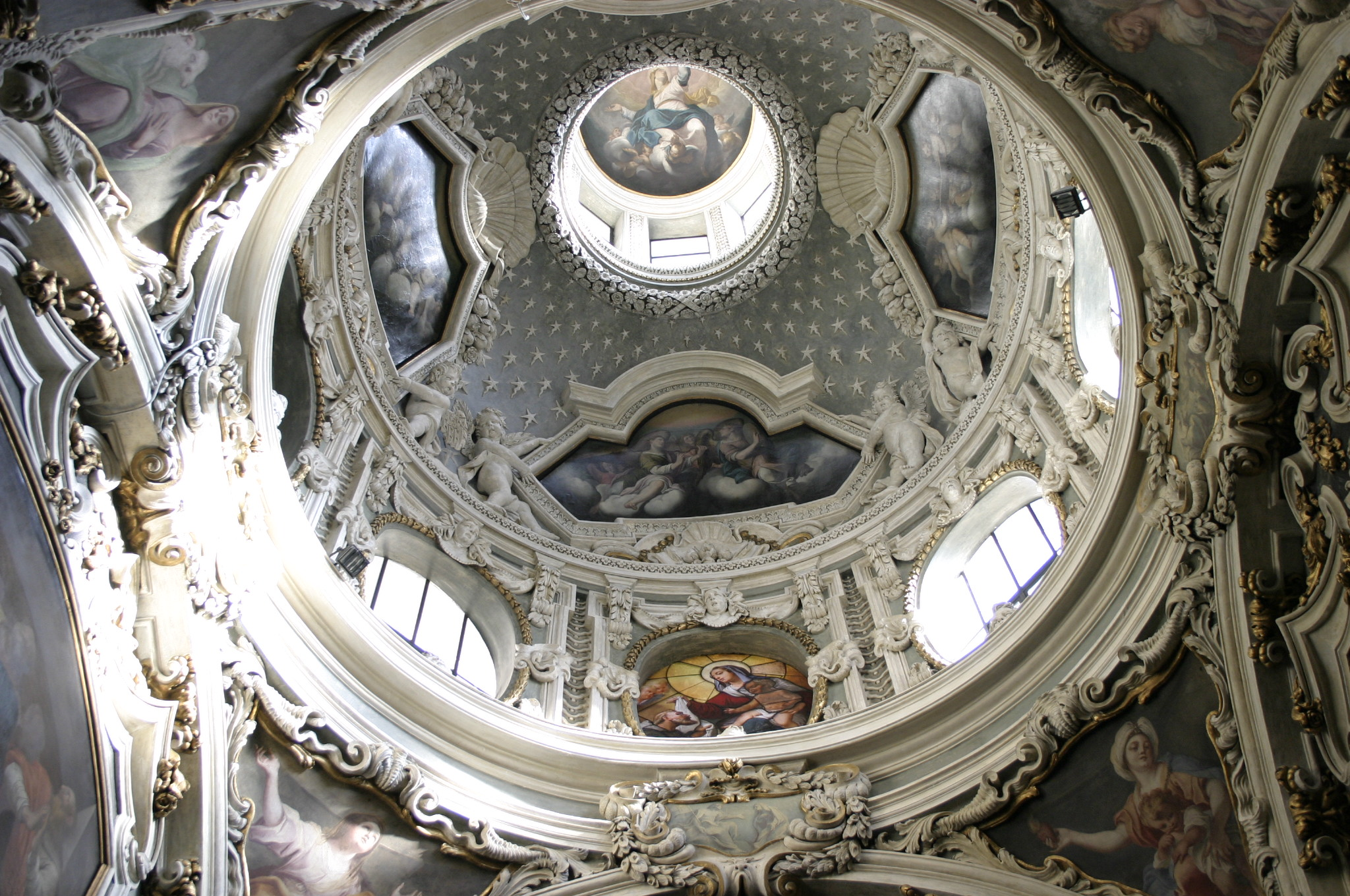
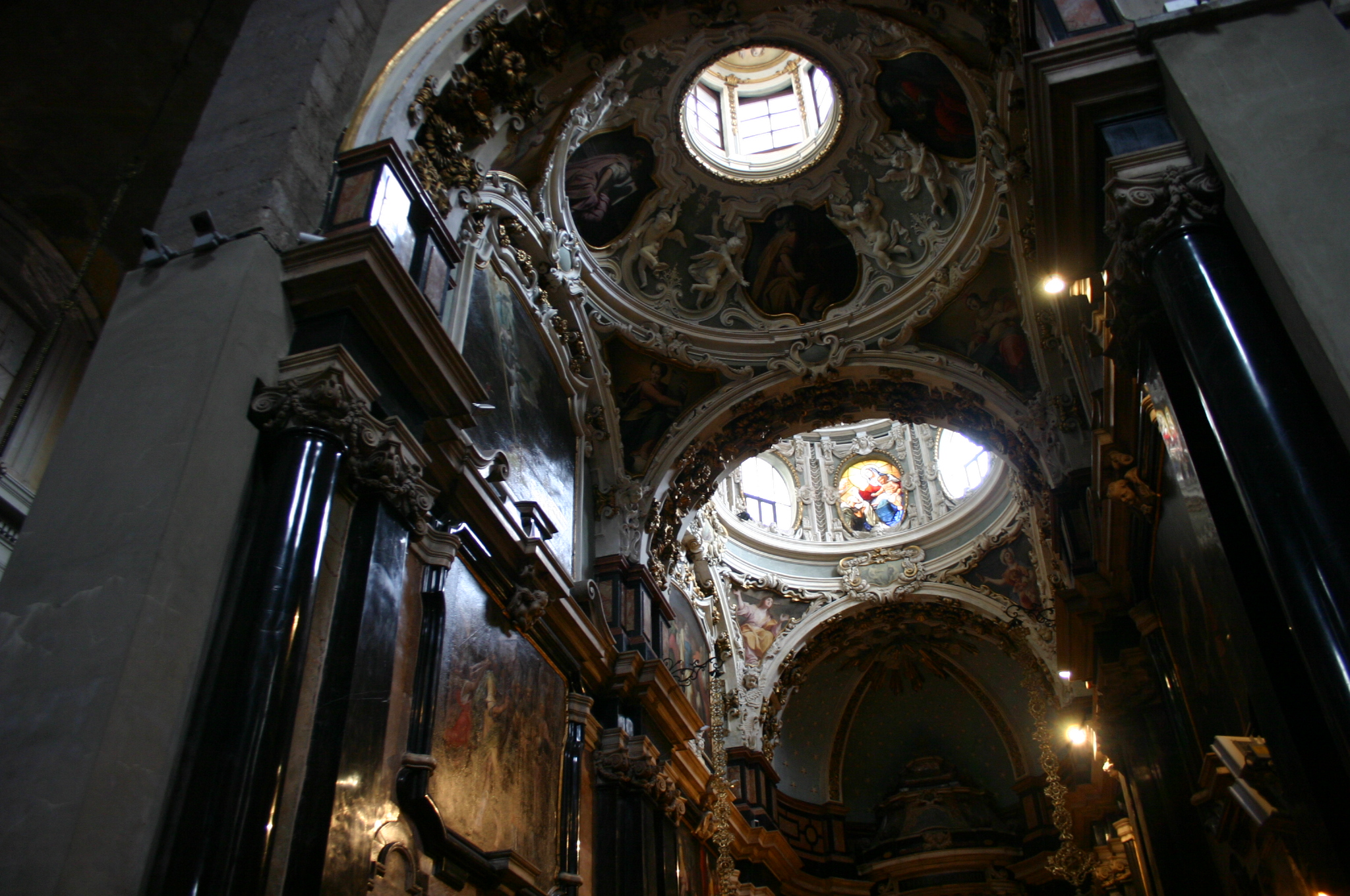
Vista d'insieme della cappella
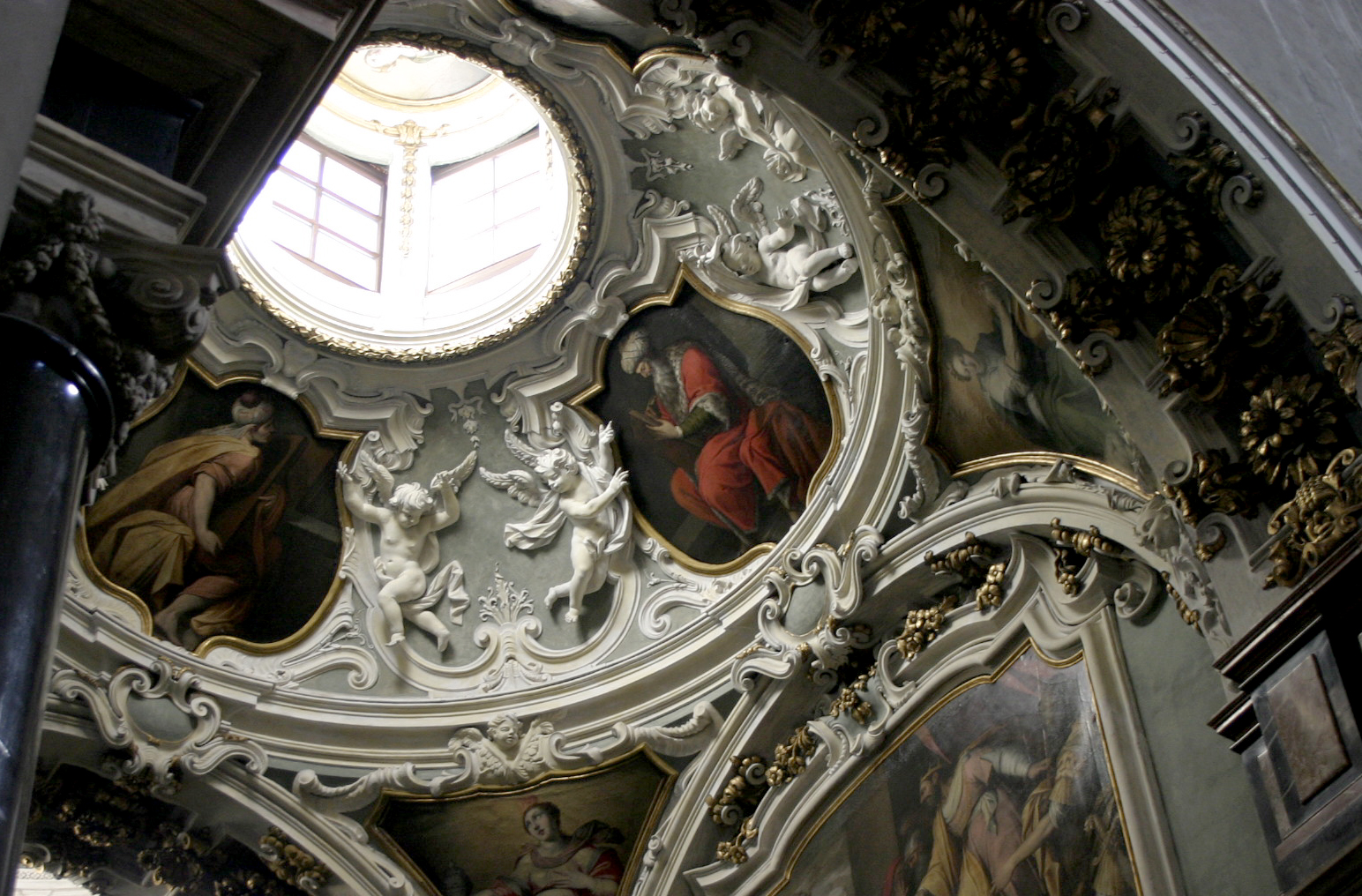
Cupola del primo ambiente
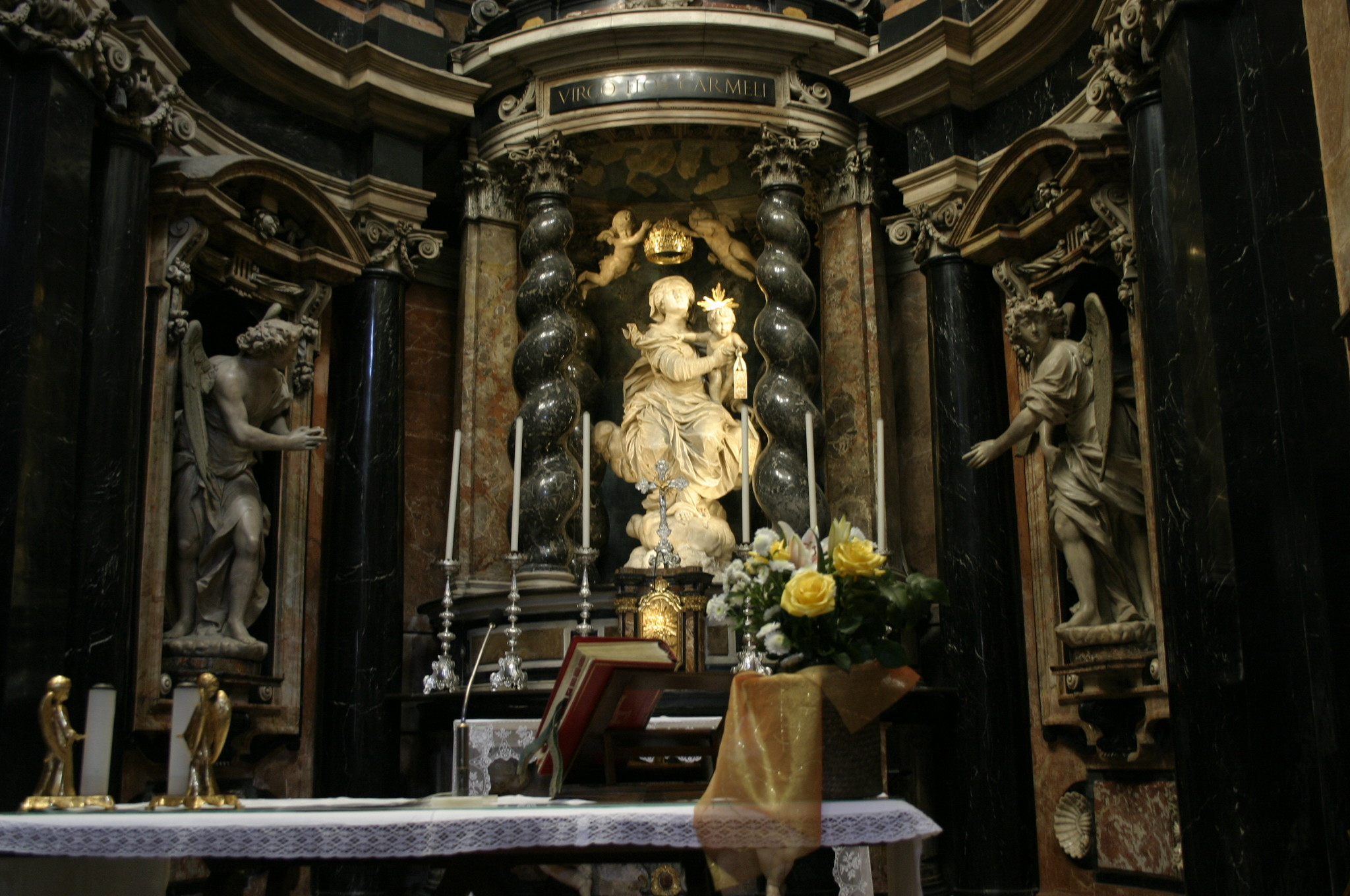
Altare della cappella